# Аккерман, Луиза-Викторина
Луи́за-Викторина Аккерман (фр. Louise-Victorine Ackermann; урождённая Шоке (фр. Schoquet); 30 ноября 1813, Париж — 3 августа 1890, Ницца) — французская поэтесса; вышла замуж в Берлине за теолога Поля Аккермана (Paul Ackermann), близкого друга Прудона, и жила там до смерти мужа (1846), после которой переселилась в Ниццу.
Ею изданы три тома стихотворений: «Contes» (1855), «Contes et poésies» (1863), «Poésies, premières poésies, poésies philosophiques» (1874).

## Произведения
- Contes. 1855
- Premières poésies. 1862
- Le déluge. 1876
- Pensées d’une solitaire. 1882